# Гугани, Бартоломеу
Бартоломеу Висенте Гугани (порт.-браз. Bartholomeu Vicente Gugani; 28 января 1899, Сан-Паулу — 17 апреля 1935, Сан-Паулу), более известный под именем Барто́ II (порт.-браз. Barthô II) — бразильский футболист, защитник. Также являлся футбольным арбитром.

## Карьера
Барто начал карьеру в клубе «Паулистано» в 1916 году и выиграл с командой пять чемпионатов штата Сан-Паулу. Затем он перешёл в клуб «Сан-Бенту», а через год в «Сан-Бенту» из Сорокабы. В 1924 году он перешёл в «Паулистано», где сформировал центр защиты вместе с Клодоалдо. В составе команды он трижды стал чемпионом штата Сан-Паулу. Также в 1928 году Барто провёл один товарищеский матч за «Коринтианс» 9 сентября 1928 года со сборной города Сантус (2:1), где забил один гол. 
После расформирования команды в 1930 году часть футболистов основала новый клуб — «Сан-Паулу да Флореста». Среди них был и Барто. 9 марта 1930 года он дебютировал в составе команды в матче с «Ипирангой» (3:0). В 1931 году защитник выиграл с командой ещё один титул чемпиона штата. За клуб он играл до своей смерти в 1935 году из-за зубной инфекции, проведя 96 матчей и забив 6 голов, по другим данным — 111 матчей  (78 побед, 21 ничьих и 12 поражений) и забил 9 голов. Последний матч в составе «Сан-Паулу» Барто сыграл 6 января 1935 года с «Португезой Деспортос» (4:1).

## Международная статистика
| Матчи Барто за сборную Бразилии | Матчи Барто за сборную Бразилии | Матчи Барто за сборную Бразилии | Матчи Барто за сборную Бразилии | Матчи Барто за сборную Бразилии | Матчи Барто за сборную Бразилии | Матчи Барто за сборную Бразилии |
| ------------------------------- | ------------------------------- | ------------------------------- | ------------------------------- | ------------------------------- | ------------------------------- | ------------------------------- |
| №                               | Дата                            | Место проведения                | Оппонент                        | Счёт                            | Голы                            | Турнир                          |
| 1                               | 17 сентября 1922                | Рио-де-Жанейро                  | Чили                            | 1:1                             | —                               | Чемпионат Южной Америки         |
| 2                               | 24 сентября 1922                | Рио-де-Жанейро                  | Парагвай                        | 1:1                             | —                               | Чемпионат Южной Америки         |
| 3                               | 1 октября 1922                  | Рио-де-Жанейро                  | Уругвай                         | 0:0                             | —                               | Чемпионат Южной Америки         |
| 4                               | 15 октября 1922                 | Рио-де-Жанейро                  | Аргентина                       | 2:0                             | —                               | Чемпионат Южной Америки         |
| 5                               | 22 октября 1922                 | Рио-де-Жанейро                  | Парагвай                        | 3:0                             | —                               | Чемпионат Южной Америки         |

## Достижения
- Чемпион штата Сан-Паулу: 1916 (APEA), 1917, 1918, 1919, 1921, 1926 (LAF), 1927 (LAF), 1929 (LAF), 1931
- Чемпион Южной Америки: 1922